# 广州市自来水公司
广州市自来水公司是一个集自来水的生产、销售、服务和多种经营为一体的国有供水企业。前身是廣東省河自來水公司（西村增埗水厂），为广州市第一间水厂。当时只生产自来水。1949年以后相继生产水管、水表以及承担管理配水管网和营业等业务，并改现名。

## 历史

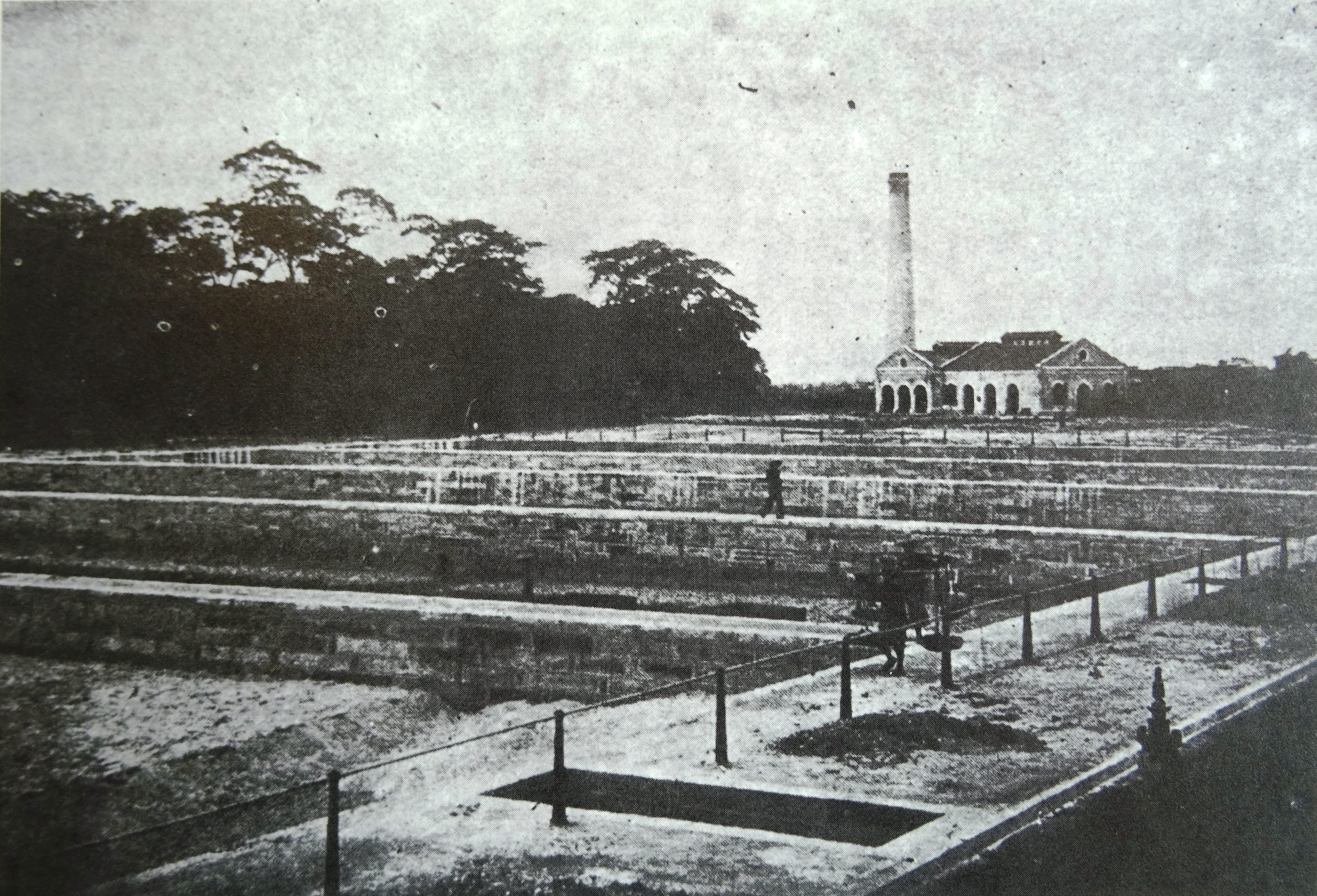
廣州的第一間水廠——增埗自來水廠

1905年10月16日，上海商人李平喜、王聲楷與兩廣總督岑春煊，在廣州西濠口穀埠辦公樓（太平南新亞酒店）召開籌備會議，向岑春煊商洽籌辦廣州自來水公司事宜，其後正式設立廣東省河自來水公司。上海和廣州兩地招商股，相對上海占的股金較多，在上海還成立了董事局，推舉股東李平喜為董事長，並派代表王聲楷來廣州負責建水廠工作。廣州亦相應成立董事會，主任是左小視，督辦是陳望曾，助辦是伍秉承。
1906年，公司設址西壕口穀埠辦公，掛牌對外接洽業務。
1915年（民國四年），龍濟光踞粵，計劃將水廠官股（清時撥付）全部收回，改為商辦，命水廠將全部股本（包括舊股和新股），重新計算，核計後股本總計270多萬元。經股東大會研究，決定將官股6萬股出讓給十三行銀業界和南洋采膠業華商，廣州自來水改成商辦企業，改名廣州自來水股份有限公司。1916年盈利9萬多兩白銀，1922年盈利15萬兩。但同時水壓不足，經常停水。
從1920年開始，政府醞釀官辦管制，陳濟棠執掌廣東後，1928年冬由廣州市政府報經兩廣政治分會（李濟深時期）核准，1929年1月10號廣州市政府派出軍警和接管委員會，正式強行接管自來水業務。到1934年4月14號，自來水公司完全收歸政府所有。自來水收歸官辦改名為廣州特別市政自來水管理委員會，後又改為廣州自來水管理處。

## 机构设置

### 水厂
- 西村水厂
- 沙面水廠
- 石门水厂
- 江村水厂
- 新塘水厂
- 西洲水厂
- 石溪水厂
- 南洲水厂
- 加压站管理所

### 供水管理所
- 天河管理所
- 海珠管理所
- 越秀管理所
- 荔湾管理所
- 白云管理所

### 辅业单位
- 广州市自来水工程公司 （页面存档备份，存于）
- 物资公司
- 仪器仪表公司
- 工贸公司
- 抄表公司
- 经济发展公司
- 经警大队
- 设计所
- 后勤服务中心